# بایانخایرخان (زاوخان)
بایانخایرخان (به لاتین: Bayankhairkhan) یک منطقهٔ مسکونی در مغولستان است که در استان زوخان واقع شده‌است.